# Риботицький Володимир Петрович
Володимир Петрович Риботицький (нар. 11 березня 1942, с. Ляшки, нині Підкарпатське воєводство, Польща) — український та радянський живописець. Член Спілки художників УРСР (1985). Депутат Львівської обласної ради (1990). Лавреат Львівської обласної премії імені Івана Труша (2011). Один з представників Львівської школи живопису. Чоловік Оксани Риботицької.

## Життєпис
Володимир Риботицький народився 11 березня 1942 року в селі Ляшках, нині гміни Ляшки Ярославського повіту Підкарпатського воєводства Польщі.
Під час операції «Вісла» депортований до Львова, де закінчив училище прикладного мистецтва імені Івана Труша (1962) та інститут прикладного та декоративного мистецтва (1970; учителі Роман Сельський, Карло Звіринський, Данило Довбошинський). Працював викладачем живопису Львівського інституту прикладного та декоративного мистецтва (1971—1976), заступником директора (1976—1989), директором (1989—1999) Львівській дитячій художній школі імені Олекси Новаківського, викладачем живопису Львівського коледжу декоративного та ужиткового мистецтва (2009—2018).
У 1999—2009 роках проживав у США.

## Творчість
Від 1991 — учасник всеукраїнських та міжнародних мистецьких виставок у США, Чехії, Словаччині, Польщі, Угорщині, Бельгії та Італії; персональні у Львові (1992, 1997, 2011, 2017; 2022, спільна з дружиною Оксаною), Нью-Гоупі (2002), Бедмінстері (2003), Ламбертвіллі (2004), Філадельфії (2006; усі — США). Деякі твори зберігаються у фондах Хмельницького обласного художнього музею. Серед учнів — Володимир Богуславський, Володимир Марчук.
Основні роботи — «Козак Мамай» (1969), «Зимовий Львів», «Біля Косова» (обидва — 1980), «Гуцульська пара» (1988), «Птах в тенетах» (1989), «Трипільські красуні» (1997), «Карпати», «Квіти Мімії» (обидва — 1998), «Лабіринт-1», «Лабіринт-2», «Захід сонця», «Риба» (усі — 2005), «Побут аріїв», «Алея» (обидва — 2006), «Осінь», «Запуск повітряних зміїв», «Артсалон», «Нива» (усі — 2007), «Весна» (2011), «Верби» (2016).

## Нагороди
- Львівська обласна премія імені Івана Труша (2011) — за персональну виставку, презентовану в Національному музеї у Львові імені Андрея Шептицького[12];
- диплом Міжнародного бієнале «Імпреза» (1997, м. Івано-Франківськ);
- диплом Міжнародної виставки «Львівський осінній салон “Високий замок”» (1998).

## Вшанування
25 квітня 2024 року у Львові презентували документальний фільм «Володимир та Оксана Риботицькі. Синергія творчості».